# Càndid o l'optimisme
Càndid, o l'optimisme (Candide, ou l'Optimisme) és una novel·la satírica, escrita per Voltaire i publicada el 1759 durant el seu retir a Ferney. La novel·la brilla per la seva fina ironia. És un dels escrits més populars de l'autor. L'idealisme alemany i l'optimisme filosòfic de Gottfried Wilhelm Leibniz i les teories sobre la providència de Jean-Jacques Rousseau van ser els principals blancs de les seves verinoses sagetes iròniques.
El tractament satíric de la religió, la sexualitat i l'autoritat van fer que el Vaticà inclogués Càndid a la llista de les obres prohibides i alhora va contribuir al succés clandestí enormement popular. Voltaire s'oposa al bonisme optimista de Leibniz (1646-1716), que afirmava que vivim en el «millor món dels mons possibles» perquè Déu, per la seva bondat i omnipotència, no n'hauria pogut crear un de dolent. Leibniz veu que el mal que es troba en certes coses és necessari en la mesura que justifica un bé més gran. A més de l'optimisme filosòfic, Voltaire hi ataca la intolerància, el fanatisme o l'engany.
Va ser traduït al català una primera vegada el 1928 per Carles Soldevila. Entre les traduccions modernes destaca la de Jordi Llovet del 2005.

## Argument
El protagonista del conte és Càndid; home bo i ingenu que, passant per totes les desgràcies possibles, viatja cap a Amèrica per trobar-hi la societat mítica d'El Dorado. Acaba trobant-la, però no s'hi queda a viure gaire temps, perquè és enamorat de Cunegilda (Cunegunda en la traducció de Jordi Llovet), amb qui finalment contrau matrimoni, fidel a les lliçons del mestre Pangloss (pan 'tot', gloss 'llengua'), i acaba dedicat-se al seu hort després d'un periple vital més que accidentat.
Voltaire, disfressat de Càndid, hi defensa la tesi que l'optimisme metafísic és ridícul i completament inversemblant. Veu la realitat contemporània com tràgica i aquest pensament condueix inexorablement al pessimisme. Hi descriu savis que volen vendre una visió del món en què «tot va bé» en lloc del món real, on tot va malament. Només a El Dorado (un món fora del món convencional i conegut, que Càndid acaba coneixent) es pot trobar la riquesa i la felicitat. Al final, la solució que proposa Càndid és retractar-se de la crua i irreparable realitat del món, i refugiar-se en el confort de la feina i la disciplina: «cal conrear el nostre hort» («il faut cultiver son jardin»).

## Anàlisi
Voltaire usa una trama que barreja la novel·la picaresca (pels tipus socials presents) i la Bildungsroman (per l'aprenentatge vital del protagonista) per il·lustrar com un home ingenu descobreix en els seus viatges que el món està ple de maldat i incompetència, tot plegat descrit amb un to satíric.  La crítica a Leibniz estructura els arguments del protagonista, que sembla que es pot redimir per l'amor però no acaba sent així. Apareixen esdeveniments i personatges històrics reals per dotar de versemblança el viatge, tot i que els excessos l'allunyen del realisme.

## Edicions catalanes
N'existeixen diverses traduccions íntegres en català:
- Carles Soldevila (Llibreria Catalònia, 1928)
- Claudi A. Feases (Edicions del Bullent, 1988)
- Ferran Meler (Ajuntament de Barcelona, 1989)[11]
- Jordi Llovet (Grup 62, 2005)[8]
- Georgina Jordana (Laertes Editorial, 2013)[12]

## Cinematografia
El 1961, el cineasta francès Norbert Carbonnaux (1918-1997) va adaptar l'obra al cinema amb el títol Candide ou l'Optimisme au XXe siècle (‘Cándid o l'optimisme al segle xx’), un film en blanc i negre amb l'actor Jean-Pierre Cassel (1932-2007) en el paper de Càndid. Transposa l'argument de l'obra al segle xx i Càndid hi esdevé un soldat francès el 1940. Aquesta pel·lícula no disposa de doblatge, només està disponible en francès.